# کوهفلده
کوهفلده (به آلمانی: Kuhfelde) یک شهر در آلمان است که در التمارکریز سالزودل واقع شده‌است. کوهفلده ۱٬۱۹۳ نفر جمعیت دارد.